# Gerardus Johannes Geers
Gerardus Johannes Geers,  (Delft, 10 de diciembre de 1891 - Groningen, 2 de mayo de 1965) fue un hispanista de los Países Bajos.
En 1917 Geers viajó a España y ejerció de tutor de los hijos del delegado neerlandés en Madrid. Hizo amistades en los círculos intelectuales de izquierda y tradujo El Capital de Karl Marx al español. Bajo el pseudónimo de Cayo Graco, colaboró en publicaciones socialistas tales como Nuestra Palabra y El Comunista. A pesar de su inmunidad diplomática, y debido a su trabajo en casa del delegado, fue expulsado de España por sus «actividades subversivas».
Geers regresó a los Países Bajos, donde trabajó de profesor en Enschede y después en Groninga y La Haya. Pionero del hispanismo, tradujo a Cervantes, Unamuno, Ortega y Gasset y Diez del Corral. Criticó la leyenda negra de España y defendió al rey Felipe II de las acusaciones.
En El problema de los romances (1920) Geers negó las populares tesis de Milá y Fontanals y Menéndez Pelayo de que los romances literarios españoles descendían de las obras épicas españolas. En lugar de eso, Geers propuso que se encontraban en la tradición de la lírica en latín medio. La tesis de Geers fue refutada por Emilio García Gómez en su artículo La lírica hispano-árabe y la aparición de la lírica románica (Al-Andalus, XXI (1956)) usando recientes descubrimientos.
- Datos: Q2495908